# Shane Doan
Pour les articles homonymes, voir Doan.
Shane Doan (né le 10 octobre 1976 à Halkirk dans la province d'Alberta au Canada) est un joueur professionnel canadien de hockey sur glace. Il a évolué dans la Ligue nationale de hockey avec la même équipe pendant les 21 ans qu'a duré sa carrière.

## Biographie

### Carrière en club
Il commence sa carrière junior en 1992 avec les Blazers de Kamloops dans la Ligue de hockey de l'Ouest. Avec l'équipe, il gagne deux fois la Coupe Memorial, en 1994 et 1995. Sa meilleure saison avec les Blazers est en 1994-1995, où il récolte 94 points, dont 37 buts et 57 assistances, en 71 parties, en plus de récolter 16 points en 21 parties lors des séries éliminatoires. Au cours de cette même année, lors du tournoi de la Coupe Memorial, il marque 9 points, dont 4 buts, en 4 parties et mène son équipe à une deuxième coupe consécutive. Il se voit remettre le trophée Stafford-Smythe, remis au meilleur joueur du tournoi.
Après avoir disputé trois saisons avec les Blazers, il est sélectionné par les Jets de Winnipeg au septième rang lors du premier tour du repêchage d'entrée de 1995 de la Ligue nationale de hockey. Il fait immédiatement ses débuts dans la LNH et joue son premier match le 7 octobre 1995 contre les Stars de Dallas et récolte deux assistances. Il marque son premier but à son 17e match dans la ligue, le 14 novembre contre les Blackhawks de Chicago. Il conclut sa saison recrue avec 17 points (7 buts et 10 assistances) en 74 matchs.
Après sa première saison avec les Jets, l'équipe est relocalisée en Phoenix en Arizona lors de l'été 1996 et devient les Coyotes de Phoenix. Il connaît une éclosion en 1999-2000 où il marque 26 buts et récolte un total de 51 points. Il est nommé capitaine de l'équipe en 2003 à la suite du départ de Teppo Numminen et lors de cette même saison, il est invité à jouer le 54e Match des étoiles de la LNH. 
Le 13 décembre 2005, au cours d'un match contre les Canadiens de Montréal, il est impliqué dans une controverse concernant des propos discriminatoires tenus envers des arbitres francophones. Le député libéral Denis Coderre demande alors de retirer Doan de l'équipe canadienne prenant part aux Jeux olympiques. Wayne Gretzky, étant le propriétaire et entraîneur-chef des Coyotes ainsi que le directeur du comité olympique, décide de laisser son protégé dans la formation. En janvier 2006, Doan, qui nie avoir tenu les propos envers les arbitres, poursuit Coderre pour diffamation puis en avril 2007, Coderre poursuit en retour le joueur des Coyotes, également pour diffamation. En août 2010, les deux parties décident de régler l'affaire à l'amiable et Doan reconnaît que ces propos ont été tenus par un joueur des Coyotes sur la patinoire.
Le 14 février 2007, il prolonge son contrat avec les Coyotes pour cinq ans et un montant de 22,75 millions de dollars. Il connaît sa meilleure saison en termes de points en 2007-2008 où il réalise 78 points (28 buts et 50 assistances) et la saison suivante, il marque 31 buts, soit son record personnel sur les buts marqués. Au cours de cette saison, il joue son deuxième Match des étoiles en étant invité à la 57e édition de ce match.
Le 7 janvier 2012, il marque son premier tour du chapeau dans la ligue nationale après avoir marqué trois buts lors d'une partie contre les Islanders de New York. Devenu agent libre à la fin de la saison 2011-2012, il choisit de rester avec les Coyotes en signant un contrat de quatre ans pour 21,2 millions de dollars.
Le 31 décembre 2015, il marque son 380e but et devient le meilleur buteur de l'histoire de la franchise des Jets/Coyotes après avoir dépassé les 379 buts de Dale Hawerchuk. Le 12 février 2016, il inscrit son 930e point, qui lui permet de devancer Hawerchuk et devenir le meilleur pointeur de l'histoire de cette franchise.
Après la conclusion de la saison 2016-2017, les Coyotes annoncent que Doan ne sera pas de retour avec l'équipe après avoir joué 21 ans avec la franchise. Le 30 août 2017, il annonce sa retraite de la LNH à l'âge de 40 ans dans une lettre publiée dans le Arizona Republic.

### En équipe nationale
Il représente l'équipe du Canada au niveau international. Il a remporté deux médailles d'or et trois d'argent aux championnats du monde, ainsi que d'un championnat de la Coupe du monde en 2004. Il a également été membre de l'équipe olympique d'hiver de 2006.

## Statistiques

### En club
| Saison     | Équipe                 | Ligue       |       | Saison régulière | Saison régulière | Saison régulière | Saison régulière | Saison régulière |    | Séries éliminatoires | Séries éliminatoires | Séries éliminatoires | Séries éliminatoires | Séries éliminatoires |
| Saison     | Équipe                 | Ligue       | PJ    | B                | A                | Pts              | Pun              | PJ               | B  | A                    | Pts                  | Pun                  |                      |                      |
| 1992-1993  | Blazers de Kamloops    | LHOu        | 51    | 7                | 12               | 19               | 55               | 13               | 0  | 1                    | 1                    | 8                    |                      |                      |
| 1993-1994  | Blazers de Kamloops    | LHOu        | 52    | 24               | 24               | 48               | 88               | -                | -  | -                    | -                    | -                    |                      |                      |
| 1994-1995  | Blazers de Kamloops    | LHOu        | 71    | 37               | 57               | 94               | 106              | 21               | 6  | 10                   | 16                   | 16                   |                      |                      |
| 1995       | Blazers de Kamloops    | C. Memorial | -     | -                | -                | -                | -                | 4                | 4  | 5                    | 9                    | 6                    |                      |                      |
| 1995-1996  | Jets de Winnipeg       | LNH         | 74    | 7                | 10               | 17               | 101              | 6                | 0  | 0                    | 0                    | 6                    |                      |                      |
| 1996-1997  | Coyotes de Phoenix     | LNH         | 63    | 4                | 8                | 12               | 49               | 4                | 0  | 0                    | 0                    | 2                    |                      |                      |
| 1997-1998  | Coyotes de Phoenix     | LNH         | 33    | 5                | 6                | 11               | 35               | 6                | 1  | 0                    | 1                    | 6                    |                      |                      |
| 1997-1998  | Falcons de Springfield | LAH         | 39    | 21               | 21               | 42               | 64               | -                | -  | -                    | -                    | -                    |                      |                      |
| 1998-1999  | Coyotes de Phoenix     | LNH         | 79    | 6                | 16               | 22               | 54               | 7                | 2  | 2                    | 4                    | 6                    |                      |                      |
| 1999-2000  | Coyotes de Phoenix     | LNH         | 81    | 26               | 25               | 51               | 66               | 4                | 1  | 2                    | 3                    | 8                    |                      |                      |
| 2000-2001  | Coyotes de Phoenix     | LNH         | 76    | 26               | 37               | 63               | 89               | -                | -  | -                    | -                    | -                    |                      |                      |
| 2001-2002  | Coyotes de Phoenix     | LNH         | 81    | 20               | 29               | 49               | 61               | 5                | 2  | 2                    | 4                    | 6                    |                      |                      |
| 2002-2003  | Coyotes de Phoenix     | LNH         | 82    | 21               | 37               | 58               | 86               | -                | -  | -                    | -                    | -                    |                      |                      |
| 2003-2004  | Coyotes de Phoenix     | LNH         | 79    | 27               | 41               | 68               | 47               | -                | -  | -                    | -                    | -                    |                      |                      |
| 2005-2006  | Coyotes de Phoenix     | LNH         | 82    | 30               | 36               | 66               | 123              | -                | -  | -                    | -                    | -                    |                      |                      |
| 2006-2007  | Coyotes de Phoenix     | LNH         | 73    | 27               | 28               | 55               | 73               | -                | -  | -                    | -                    | -                    |                      |                      |
| 2007-2008  | Coyotes de Phoenix     | LNH         | 80    | 28               | 50               | 78               | 59               | -                | -  | -                    | -                    | -                    |                      |                      |
| 2008-2009  | Coyotes de Phoenix     | LNH         | 82    | 31               | 42               | 73               | 72               | -                | -  | -                    | -                    | -                    |                      |                      |
| 2009-2010  | Coyotes de Phoenix     | LNH         | 82    | 18               | 37               | 55               | 41               | 3                | 1  | 1                    | 2                    | 4                    |                      |                      |
| 2010-2011  | Coyotes de Phoenix     | LNH         | 72    | 20               | 40               | 60               | 67               | 4                | 3  | 2                    | 5                    | 6                    |                      |                      |
| 2011-2012  | Coyotes de Phoenix     | LNH         | 79    | 22               | 28               | 50               | 48               | 16               | 5  | 4                    | 9                    | 41                   |                      |                      |
| 2012-2013  | Coyotes de Phoenix     | LNH         | 48    | 13               | 14               | 27               | 37               | -                | -  | -                    | -                    | -                    |                      |                      |
| 2013-2014  | Coyotes de Phoenix     | LNH         | 69    | 23               | 24               | 47               | 34               | -                | -  | -                    | -                    | -                    |                      |                      |
| 2014-2015  | Coyotes de l'Arizona   | LNH         | 79    | 14               | 22               | 36               | 65               | -                | -  | -                    | -                    | -                    |                      |                      |
| 2015-2016  | Coyotes de l'Arizona   | LNH         | 72    | 28               | 19               | 47               | 98               | -                | -  | -                    | -                    | -                    |                      |                      |
| 2016-2017  | Coyotes de l'Arizona   | LNH         | 74    | 6                | 21               | 27               | 48               | -                | -  | -                    | -                    | -                    |                      |                      |
| Totaux LNH | Totaux LNH             | Totaux LNH  | 1 540 | 402              | 570              | 972              | 1 353            | 55               | 15 | 13                   | 28                   | 85                   |                      |                      |

### En équipe nationale
| Année | Compétition          |   | PJ | B | A  | Pts | Pun               |  | Résultat |
| 1999  | Championnat du monde | 4 | 0  | 0 | 0  | 0   | 4e place          |  |          |
| 2003  | Championnat du monde | 9 | 4  | 2 | 6  | 12  | Médaille d'or     |  |          |
| 2004  | Coupe du monde       | 6 | 1  | 1 | 2  | 2   | Vainqueur         |  |          |
| 2005  | Championnat du monde | 9 | 1  | 3 | 4  | 2   | Médaille d'argent |  |          |
| 2006  | Jeux olympiques      | 6 | 2  | 1 | 3  | 2   | 7e place          |  |          |
| 2007  | Championnat du monde | 9 | 5  | 5 | 10 | 8   | Médaille d'or     |  |          |
| 2008  | Championnat du monde | 9 | 2  | 4 | 6  | 6   | Médaille d'argent |  |          |
| 2009  | Championnat du monde | 9 | 1  | 6 | 7  | 14  | Médaille d'argent |  |          |

## Trophées et honneurs personnels
- 1993-1994 : 
  - champion de la Coupe du Président avec les Blazers de Kamloops.
  - champion de la Coupe Memorial avec les Blazers de Kamloops.
- 1994-1995 : 
  - champion de la Coupe du Président avec les Blazers de Kamloops.
  - champion de la Coupe Memorial avec les Blazers de Kamloops.
  - remporte le trophée Stafford-Smythe remis au meilleur joueur du tournoi de la Coupe Memorial.
  - nommé dans l'équipe d'étoiles du tournoi de la Coupe Memorial.
- 2003-2004 : participe au 54e Match des étoiles de la LNH.
- 2008-2009 : participe au 57e Match des étoiles de la LNH.
- 2009-2010 : remporte le trophée King-Clancy.
- 2011-2012 : remporte le trophée Mark-Messier.

## Parenté dans le sport
Il est le cousin de Carey Price et de Keaton Ellerby, deux autres joueurs professionnels de hockey.